# Skiapus coalescens
Skiapus coalescens är en stekelart som beskrevs av Morley 1917. Skiapus coalescens ingår i släktet Skiapus och familjen brokparasitsteklar. Inga underarter finns listade i Catalogue of Life.